# پاسسانانت
پاسسانانت (به اسپانیایی: Passanant i Belltall) یک شهرستان در اسپانیا است که در کاتالونیا واقع شده‌است.

## خصوصیات
پاسسانانت ۲۷٫۴ کیلومترمربع مساحت و ۱۶۸ نفر جمعیت دارد و ۷۱۴ متر بالاتر از سطح دریا واقع شده‌است.